# Deutsche Gesellschaft für Personalwesen
Die Deutsche Gesellschaft für Personalwesen e. V. (kurz: dgp) ist eine deutsche Personalberatung mit Sitz in Hannover. Sie besteht seit 1949 und berät öffentliche Institutionen und privatwirtschaftliche Unternehmen in Fragen der Organisationsentwicklung, der Personalentwicklung sowie der Personalauswahl. Die Geschäftsstellen befinden sich in Berlin, Düsseldorf, Hannover und Leipzig.

## Zielsetzung und Aufgabengebiete
Das satzungsgemäße Ziel der Gesellschaft ist es, am Aufbau und Ausbau eines sachorientierten, leistungsfähigen Personalwesens in öffentlichem Dienst und Wirtschaft mitzuwirken. Als unabhängiger Verein nimmt die dgp keine Standesinteressen wahr und arbeitet nicht gewinnorientiert. Des Weiteren setzt sich die dgp für eine transparente und faire Eignungsdiagnostik ein, indem sie sich aktiv an der Gestaltung der DIN 33430 beteiligte.
Die Aufgabengebiete der dgp umfassen die Beurteilung der beruflichen Eignung durch entsprechende Eignungsuntersuchungen (wie z. B. schriftliche und web-basierte Leistungstests, Assessment-Center und strukturierte Interviews) sowie strategische Personalentwicklung (z. B. durch Führungsentwicklungsprogramme, Seminare, Coaching und Beratungsleistungen) und die Begleitung von Organisationsentwicklungsprozessen für Organisationen des öffentlichen Dienstes und der Privatwirtschaft.

## Geschichte
Die dgp e. V. wurde am 1. April 1949 auf Initiative der damaligen Militärregierung als eingetragener Verein in Frankfurt am Main gegründet. Sie gilt damit als das älteste deutsche Personalberatungsunternehmen. Das in der ersten Satzung festgeschriebene Leitziel bestand im Aufbau eines fortschrittlichen und demokratischen Personalwesens. Seit den 1950er-Jahren forscht und publiziert die dgp unter anderem zum Thema Eignungsdiagnostik.